# バッドナース中村
中村 理恵（なかむら りえ、1974年2月1日 - ）は、日本の女子プロレスラー。大阪府大阪市出身。身長160cm、体重62kg。

## 所属
- FMW（1990年 - 1998年）
- フリーランス（1998年 - 2000年）

## 経歴
高校を中退してFMWに入門。1990年12月22日、FMW女子2期生として姫路市での「YAMATONADESHIKO」にて本名でデビュー。
FMWでは看護師ギミックとしてリングネームを「ナース中村」にしてミスター珍とのタッグでは糖尿病を患う珍を試合前に診察して笑いを誘っていた。その後、ヒールターンしてペイントして鎖鎌を持った「バッドナース中村」（バッドニュース・アレンの捩り）に変身する。1995年3月30日、WWA世界女子王座を獲得。
1998年4月30日、FMW退団。フリーとしてリングネームを「RIE」に改名、GAEA JAPANを主戦場とする。2000年6月、古傷である頚椎のケガを理由に引退。
2001年、中山香里の「非常勤講師」としてOZアカデミーに参加。2004年には健介オフィスにアシスタントマネージャーとして参加。健介オフィス退社後は、地元のOSAKA女子プロレスでコーチ就任し、下野佐和子を育てる。また、名古屋のスポルティーバエンターテイメントでもナンシーまりを指導した。
2011年8月27日、FFFプロレスリング旗揚げ興行におけるバトルロイヤルで現役復帰。9月23日、京都プロレスプレ旗揚げ戦に参戦。
2013年2月8日、大阪「ボディメーカーコロシアム」で行われたZERO1主催「なにわ大花火。史上初！大阪発！！ノーロープ有刺鉄線電流爆破なにわ地獄デスマッチ〜有刺鉄線電流爆破バット＆有刺鉄線電流爆破椅子〜」での6人タッグマッチの勝利者賞のプレゼンテーターとして、リングにあがった。この試合の対戦カードは栗栖正伸、リッキー・フジ、黒田哲広、フライングキッド市原、ザ・シューター、超電戦士バトレンジャー　vs　大矢剛功、フレディ・クルーガー、クリプト・キーパー、BADBOY非道、悪行戦士ダークレンジャー、ミス・モンゴル。結果は、フレディがムーンサルトプレスからの体固めでシューターを抑え、勝利している。
一方で、2008年4月より宗右衛門町のビジネスホテルに勤務している。
2024年5月21日の里村明衣子のXでお好み焼き・鉄板焼き「くにちゃん」に一緒に訪れた様子が報告されている。

## 得意技
- ローリング・クレイドル
- 延髄式ニー・ドロップ

## 入場曲
- What a feeling（フラッシュダンス）
- I Am Ready / 2 アンリミテッド

## タイトル歴
- 第10代WWA&インディペンデントワールド世界女子王座